# 764
Cette page concerne l'année 764  du calendrier julien. Pour l'année 764 av. J.-C., voir 764 av. J.-C.
Pour les articles homonymes, voir 764 (réseau cybercriminel).
L'année 764 est une année bissextile qui commence un dimanche.

## Événements
- L'empereur de la dynastie Tang, Daizong rentre à Chang'an au début de l'année[1]. Fin de la rébellion d’An Lushan en Chine.
- 1er mai : Pépin le Bref tient son champ de mai à Worms. Tassilon III de Bavière obtient la médiation du pape[2].
- 12 juillet : acte de donation de l'abbaye de Lorsch, fondée par Landrade et son frère ou neveu Cancor[3]. Chrodegang en deviendra abbé l'année suivante.
- 24 novembre : le moine iconodule Étienne le Jeune est martyrisé[4].
  - Persécution iconoclaste dans l'Empire byzantin. Les fresques, statues et icônes sont détruites, les moines sont mutilés, leurs biens confisqués. Le stratège Michel Lachanodracon est chargé par Constantin V d'appliquer sa politique iconoclaste dans le Thrakésion et à Éphèse[4].

- Maurizio Galbaio, premier doge de Venise élu (fin en 787)[5]. Venise devient un centre important de commerce local et international (bois, esclaves, épices d’Alexandrie, soieries de Constantinople, poisson et sel de l’Adriatique).